# Bytový dům SOL
Bytový dům SOL (původně postavený jako ubytovna pro pracovníky maloobchodu, po roce 1989 fungující jako hotel SOL) je výšková obytná budova na sídlišti Bohnice – Praha 8. Je vysoký 73 metrů, s anténou 82 metrů. Budova má 21 podlaží a na nich je 260 bytů. Jsou zde používány 4 výtahy. Dům byl postaven v 70. letech 20. století, při výstavbě celého sídliště Bohnice. Adresa této budovy je Olštýnská č. p. 607. V přízemí se nachází restaurace a kavárna.
V letech 2002 až 2004 byla provedena rekonstrukce, při níž z hotelu byly postaveny byty. Byla obnovena fasáda a nově upraveny vnitřní prostory.